# Ray Montgomery
Ray Montgomery (Los Angeles, 27 maggio 1922 – Santa Barbara, 4 giugno 1998) è stato un attore statunitense.
Ha recitato in oltre 80 film e in oltre 80 produzioni televisive. È stato accreditato anche con il nome Ray Richardson.

## Filmografia

### Cinema
- Sesta colonna (All Through the Night) (1941)
- Benvenuti al reggimento! (You're in the Army Now) (1941)
- Soldiers in White (1942)
- Captains of the Clouds (1942)
- Bullet Scars (1942)
- L'uomo questo dominatore (The Male Animal) (1942)
- Ultima ora (Murder in the Big House) (1942)
- I tre furfanti (Larceny, Inc.) (1942)
- Winning Your Wings (1942)
- Wings for the Eagle (1942)
- Men of the Sky (1942)
- Le tre sorelle (The Gay Sisters) (1942)
- Arcipelago in fiamme (Air Force) (1943)
- The Hard Way (1943)
- Convoglio verso l'ignoto (Action in the North Atlantic) (1943)
- Murder on the Waterfront (1943)
- Il prezzo dell'inganno (Deception) (1946)
- Le donne erano sole (The Unfaithful) (1947)
- La fuga (Dark Passage) (1947)
- L'alibi di Satana (The Unsuspected) (1947)
- Età inquieta (That Hagen Girl) (1947)
- La donna del traditore (To the Victor) (1948)
- Sul fiume d'argento (Silver River) (1948)
- Wallflower (1948)
- Amore sotto coperta (Romance on the High Seas) (1948)
- The Big Punch (1948)
- Embraceable You (1948)
- Johnny Belinda (1948)
- Allarme polizia! (Smart Girls Don't Talk) (1948)
- Vorrei sposare (June Bride), regia di Bretaigne Windust (1948)
- Falchi in picchiata (Fighter Squadron) (1948)
- Gong fatale (Whiplash) (1948)
- Una domenica pomeriggio (One Sunday Afternoon) (1948)
- La sposa rubata (John Loves Mary) (1949)
- Il ranch delle tre campane (South of St. Louis) (1949)
- A Kiss in the Dark (1949)
- La foglia di Eva (The Girl from Jones Beach) (1949)
- L'amore non può attendere (It's a Great Feeling) (1949)
- Aquile dal mare (Task Force) (1949)
- La furia umana (White Heat) (1949)
- The House Across the Street (1949)
- The Lady Takes a Sailor (1949)
- Fuoco alle spalle (Backfire) (1950)
- Tomahawk - Scure di guerra (Tomahawk) (1951)
- Mr. Belvedere suona la campana (Mr. Belvedere Rings the Bell) (1951)
- La gente mormora (People Will Talk) (1951)
- Le memorie di un Don Giovanni (Love Nest) (1951)
- Starlift (1951)
- La città del piacere (The Las Vegas Story) (1952)
- Squilli al tramonto (Bugles in the Afternoon) (1952)
- Operazione Z (One Minute to Zero) (1952)
- Il magnifico scherzo (Monkey Business) (1952)
- Squilli di primavera (Stars and Stripes Forever) (1952)
- The I Don't Care Girl (1953)
- Down Among the Sheltering Palms (1953)
- Destinazione Mongolia (Destination Gobi) (1953)
- Il tenente dinamite (Column South) (1953)
- Mano pericolosa (Pickup on South Street) (1953)
- Gli uomini preferiscono le bionde (Gentlemen Prefer Blondes) (1953)
- Bandits of the West (1953)
- Ho sposato un pilota (Sabre Jet) (1953)
- Sogno d'amore (Sincerely Yours) (1955)
- Paura d'amare (Hilda Crane) (1956)
- I diavoli del Pacifico (Between Heaven and Hell) (1956)
- Io non sono una spia (Three Brave Men) (1956)
- I giganti toccano il cielo (Bombers B-52) (1957)
- Baciala per me (Kiss Them for Me) (1957)
- I peccatori di Peyton (Peyton Place) (1957)
- In amore e in guerra (In Love and War) (1958)
- La moglie sconosciuta (A Private's Affair) (1959)
- Sono un agente FBI (The FBI Story) (1959)
- Cash McCall (1960)
- Rivolta al braccio d (House of Women) (1962)
- Mia moglie ci prova (Critic's Choice) (1963)
- La veglia delle aquile (A Gathering of Eagles) (1963)
- Ho sposato 40 milioni di donne (Kisses for My President) (1964)
- Un'idea per un delitto (Brainstorm) (1965)
- Matt Helm il silenziatore (The Silencers) (1966)
- Due assi nella manica (Not with My Wife, You Don't!) (1966)
- Una guida per l'uomo sposato (A Guide for the Married Man) (1967)
- Squadra omicidi, sparate a vista! (Madigan), regia di Don Siegel (1968)
- The Resurrection of Broncho Billy (1970)

### Televisione
- Actor's Studio – serie TV, 2 episodi (1949-1950)
- Stars Over Hollywood – serie TV, 2 episodi (1950-1951)
- Il cavaliere solitario (The Lone Ranger) – serie TV, 4 episodi (1950-1955)
- Gruen Guild Playhouse – serie TV, un episodio (1951)
- Ramar of the Jungle – serie TV, 45 episodi (1952-1954)
- Squadra mobile (Racket Squad) – serie TV, un episodio (1952)
- Sky King – serie TV, un episodio (1952)
- The Unexpected – serie TV, un episodio (1952)
- Fireside Theatre – serie TV, 2 episodi (1953-1955)
- Tales of Tomorrow – serie TV, un episodio (1953)
- La mia piccola Margie (My Little Margie) – serie TV, un episodio (1953)
- Chevron Theatre – serie TV, un episodio (1953)
- The Ford Television Theatre – serie TV, un episodio (1953)
- Letter to Loretta – serie TV, 2 episodi (1954-1956)
- Gianni e Pinotto (The Abbott and Costello Show) – serie TV, episodio 2x21 (1954)
- The Jack Benny Program – serie TV, un episodio (1954)
- Rocky Jones, Space Ranger – serie TV, 2 episodi (1954)
- Your Favorite Story – serie TV, 2 episodi (1954)
- Waterfront – serie TV, un episodio (1954)
- Alfred Hitchcock presenta (Alfred Hitchcock Presents) – serie TV, 3 episodi (1955-1962)
- The Green Mountain Boys – film TV (1955)
- Medic – serie TV, un episodio (1955)
- Cheyenne – serie TV, un episodio (1955)
- Telephone Time – serie TV, 2 episodi (1956-1957)
- Matinee Theatre – serie TV, 2 episodi (1956-1957)
- The Adventures of Ozzie & Harriet – serie TV, 4 episodi (1956-1958)
- Lassie – serie TV, 5 episodi (1956-1967)
- Le leggendarie imprese di Wyatt Earp (The Life and Legend of Wyatt Earp) – serie TV, un episodio (1956)
- Adventures of Superman – serie TV, 2 episodi (1956)
- Furia (Fury) – serie TV, un episodio (1956)
- The Gale Storm Show: Oh! Susanna – serie TV, 3 episodi (1957-1959)
- The Silent Service – serie TV, un episodio (1957)
- Lux Video Theatre – serie TV, un episodio (1957)
- Meet McGraw – serie TV, un episodio (1957)
- Schlitz Playhouse of Stars – serie TV, un episodio (1957)
- Code 3 – serie TV, 2 episodi (1957)
- Navy Log – serie TV, episodio 3x13 (1957)
- Il carissimo Billy (Leave It to Beaver) – serie TV, 2 episodi (1958-1962)
- Hey, Jeannie! – serie TV, un episodio (1958)
- The Veil – miniserie TV, un episodio (1958)
- The Real McCoys – serie TV, un episodio (1958)
- Steve Canyon – serie TV, episodio 1x01 (1958)
- Flight – serie TV, 2 episodi (1958)
- Bronco – serie TV, un episodio (1959)
- Markham – serie TV, un episodio (1959)
- Gli uomini della prateria (Rawhide) – serie TV, 3 episodi (1960-1962)
- Thriller – serie TV, 2 episodi (1960-1962)
- Indirizzo permanente (77 Sunset Strip) – serie TV, 2 episodi (1960-1964)
- Men Into Space – serie TV, episodio 1x19 (1960)
- Shotgun Slade – serie TV, un episodio (1960)
- Not for Hire – serie TV, episodio 1x26 (1960)
- Ispettore Dante (Dante) – serie TV, episodio 1x11 (1960)
- Surfside 6 – serie TV, episodi 2x09-2x24 (1961-1962)
- Perry Mason – serie TV, 2 episodi (1961-1966)
- Bringing Up Buddy – serie TV, un episodio (1961)
- General Electric Theater – serie TV, 2 episodi (1961)
- Il dottor Kildare (Dr. Kildare) – serie TV, un episodio (1961)
- Hawaiian Eye – serie TV, 2 episodi (1962-1963)
- 87ª squadra (87th Precinct) – serie TV, un episodio (1962)
- Shannon – serie TV, un episodio (1962)
- The Donna Reed Show – serie TV, un episodio (1962)
- Il virginiano (The Virginian) – serie TV, 3 episodi (1963-1966)
- The Gallant Men – serie TV, episodio 1x14 (1963)
- The Wide Country – serie TV, episodio 1x18 (1963)
- Carovane verso il west (Wagon Train) – serie TV, un episodio (1963)
- The Bill Dana Show – serie TV, un episodio (1963)
- Polvere di stelle (Bob Hope Presents the Chrysler Theatre) – serie TV, 2 episodi (1964-1966)
- Day in Court – serie TV, un episodio (1964)
- Mr. Novak – serie TV, episodio 1x30 (1964)
- The Crisis (Kraft Suspense Theatre) – serie TV, un episodio (1964)
- Petticoat Junction – serie TV, un episodio (1964)
- I mostri (The Munsters) – serie TV, 2 episodi (1965)
- Daniel Boone – serie TV, un episodio (1965)
- I giorni di Bryan (Run for Your Life) – serie TV, un episodio (1966)
- Gomer Pyle: USMC – serie TV, un episodio (1966)
- Batman – serie TV, un episodio (1966)
- Ironside – serie TV, 2 episodi (1967-1968)
- Squadra speciale anticrimine (The Felony Squad) – serie TV, episodio 3x12 (1968)
- Dragnet 1967 – serie TV, un episodio (1969)
- Adam-12 – serie TV, un episodio (1969)
- The Screaming Woman – film TV (1972)
- Hunter – serie TV, 2 episodi (1988-1990)
- Meet Millie – serie TV, un episodio (1953-1956)